# Idiomacromerus arcus
Idiomacromerus arcus is een vliesvleugelig insect uit de familie Torymidae. De wetenschappelijke naam is voor het eerst geldig gepubliceerd in 1969 door Boucek.